# Sylvia Syms
Sylvia May Laura Syms (Londra, 6 gennaio 1934 – Londra, 27 gennaio 2023) è stata un'attrice britannica.

## Biografia
Fin dagli inizi lavora come attrice per la BBC. Viene candidata al BAFTA per la sua interpretazione nel film L'adultero (1957) di J. Lee Thompson. Alla fine della sua carriera, interpreta la regina madre in The Queen - La regina (2006) di Stephen Frears.
Muore a Londra nel 2023, all'età di 89 anni.

## Filmografia parziale

### Cinema
- L'adultero (Woman in a Dressing Gown), regia di J. Lee Thompson (1957)
- La spada di D'Artagnan (The Moonraker), regia di David MacDonald (1958)
- Birra ghiacciata ad Alessandria (Ice Cold in Alex), regia di J. Lee Thompson (1958)
- Uno straniero a Cambridge (Bachelor of Hearts), regia di Wolf Rilla (1958)
- Passaggio a Hong Kong (Ferry to Hong Kong), regia di Lewis Gilbert (1959)
- Espresso Bongo (Expresso Bongo), regia di Val Guest (1959)
- La guerra segreta di suor Katryn (Conspiracy of Hearts), regia di Ralph Thomas (1960)
- Il mondo di Suzie Wong (The World of Suzie Wong), regia di Richard Quine (1960)
- Le vergini di Roma, regia di Carlo Ludovico Bragaglia e Vittorio Cottafavi (1961)
- Victim, regia di Basil Dearden (1961)
- La valigia del boia (The Quare Fellow), regia di Arthur Dreifuss (1962)
- Le donne del mondo di notte (The World Ten Times Over), regia di Wolf Rilla (1963)
- La rivolta del Sudan (East of Sudan), regia di Nathan Juran (1964)
- Operazione Crossbow (Operation Crossbow), regia di Michael Anderson (1965)
- La mano che uccide (Danger Route), regia di Seth Holt (1967)
- L'organizzazione ringrazia firmato il Santo (The Fiction Makers), regia di Roy Ward Baker (1968)
- Non uccidevano mai la domenica (The Desperados), regia di Henry Levin (1969)
- Corri libero e selvaggio (Run Wild, Run Free), regia di Richard C. Sarafian (1969)
- La morte dietro il cancello (Asylum), regia di Roy Ward Baker (1972)
- Il seme del tamarindo (The Tamarind Seed), regia di Blake Edwards (1974)
- Absolute Beginners, regia di Julien Temple (1986)
- L'opera del seduttore (A Chorus of Disapproval), regia di Michael Winner (1989)
- Shirley Valentine - La mia seconda vita (Shirley Valentine), regia di Lewis Gilbert (1989)
- Vite sospese (Shining Through), regia di David Seltzer (1991)
- I'll Sleep When I'm Dead, regia di Mike Hodges (2003)
- The Queen - La regina (The Queen), regia di Stephen Frears (2006)
- Is Anybody There?, regia di John Crowley (2008)

### Televisione
- Il Santo (The Saint) – serie TV, 3 episodi (1964-1968)
- Miss Marple (Agatha Christie's Miss Marple) – serie TV, episodio 1x03 (1985)
- Miss Marple (Agatha Christie's Marple) – serie TV, episodio 4x02 (2008)
- Gentleman Jack - Nessuna mi ha mai detto di no (Gentleman Jack) – serie TV, episodio 1x04 (2019)

### Film e documentari su Sylvia Syms
- Le dee dell'amore (The Love Goddesses) documentario di Saul J. Turell - filmati di repertorio (1965)

## Doppiatrici italiane
- Fiorella Betti in Passaggio a Hong Kong, Operazione Crossbow
- Maria Pia Di Meo in Birra ghiacciata ad Alessandria
- Rosetta Calavetta in Il mondo di Suzie Wong
- Gabriella Genta in Victim
- Mirella Pace in Le vergini di Roma
- Miranda Bonansea in The Queen - La regina